# Ivánbattyán
Ivánbattyán (deutsch Ivan)
ist eine ungarische Gemeinde im Kreis Siklós im Komitat Baranya. Sie liegt ungefähr vier Kilometer nördlich von Villány.

## Sehenswürdigkeiten
- Römisch-katholische Kirche Avilai Szent Teréz, erbaut 1838 im klassizistischen Stil

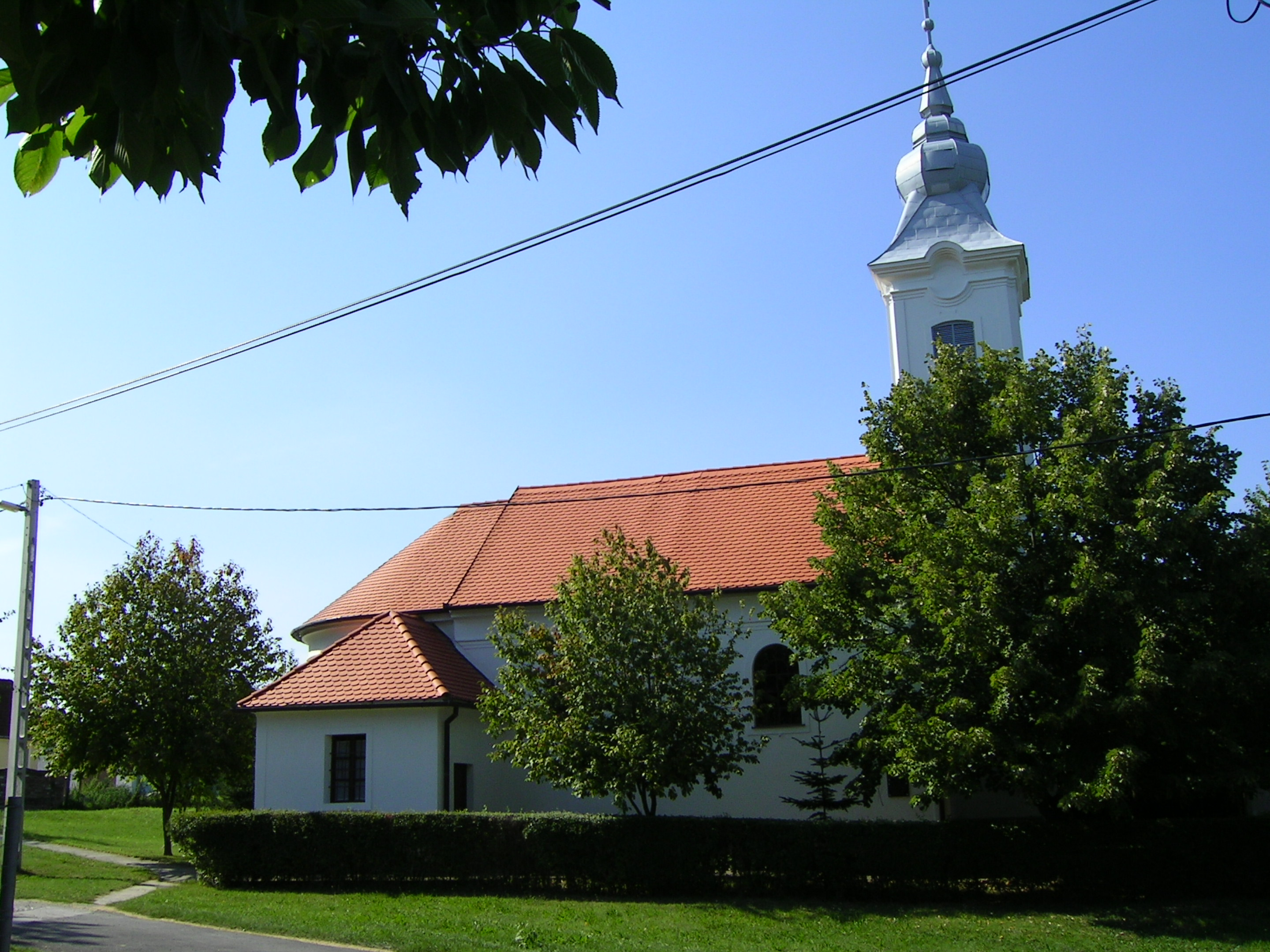
Römisch-katholische Kirche Avilai Szent Teréz

- See (Ivánbattyáni-tó)

## Verkehr
Ivánbattyán ist nur über die Nebenstraße Nr. 57116 zu erreichen. Der nächstgelegene Bahnhof befindet sich ungefähr zwei Kilometer südwestlich in Palkonya.